# Kristofferskolan
Kristofferskolan i Bromma är en waldorfskola i stadsdelen Åkeslund i Bromma med årskurser 1-9 (grundskola) och 10-12 (gymnasium). Där får eleverna lära sig smide, musik, teater, eurytmi, bokbindning, matematik, fysik, kemi, miljö, träslöjd och om universum. Eleverna gör själva sina egna läroböcker.  

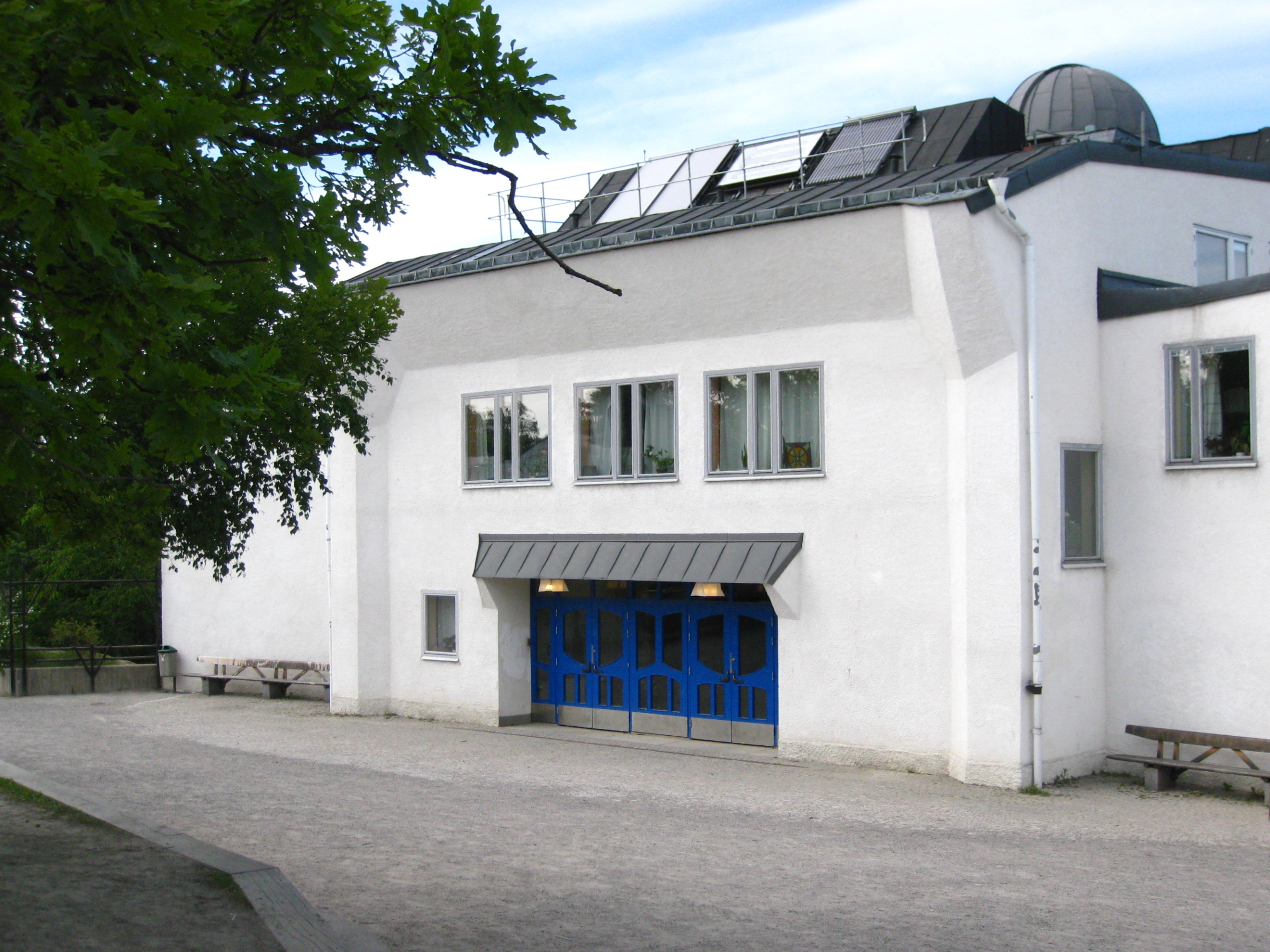
Huvudbyggnaden blev klar 1965.

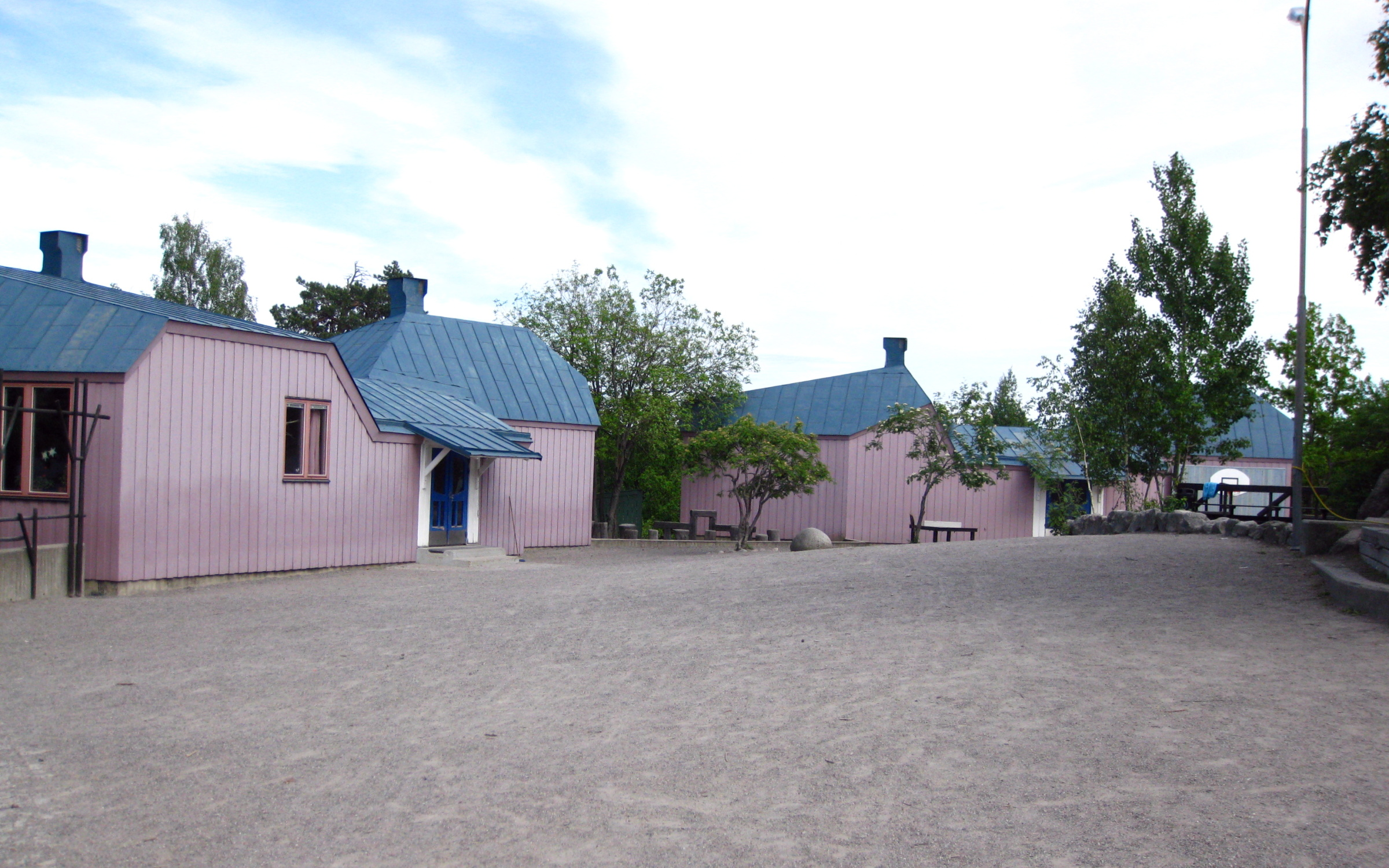
Förskolans byggnader.

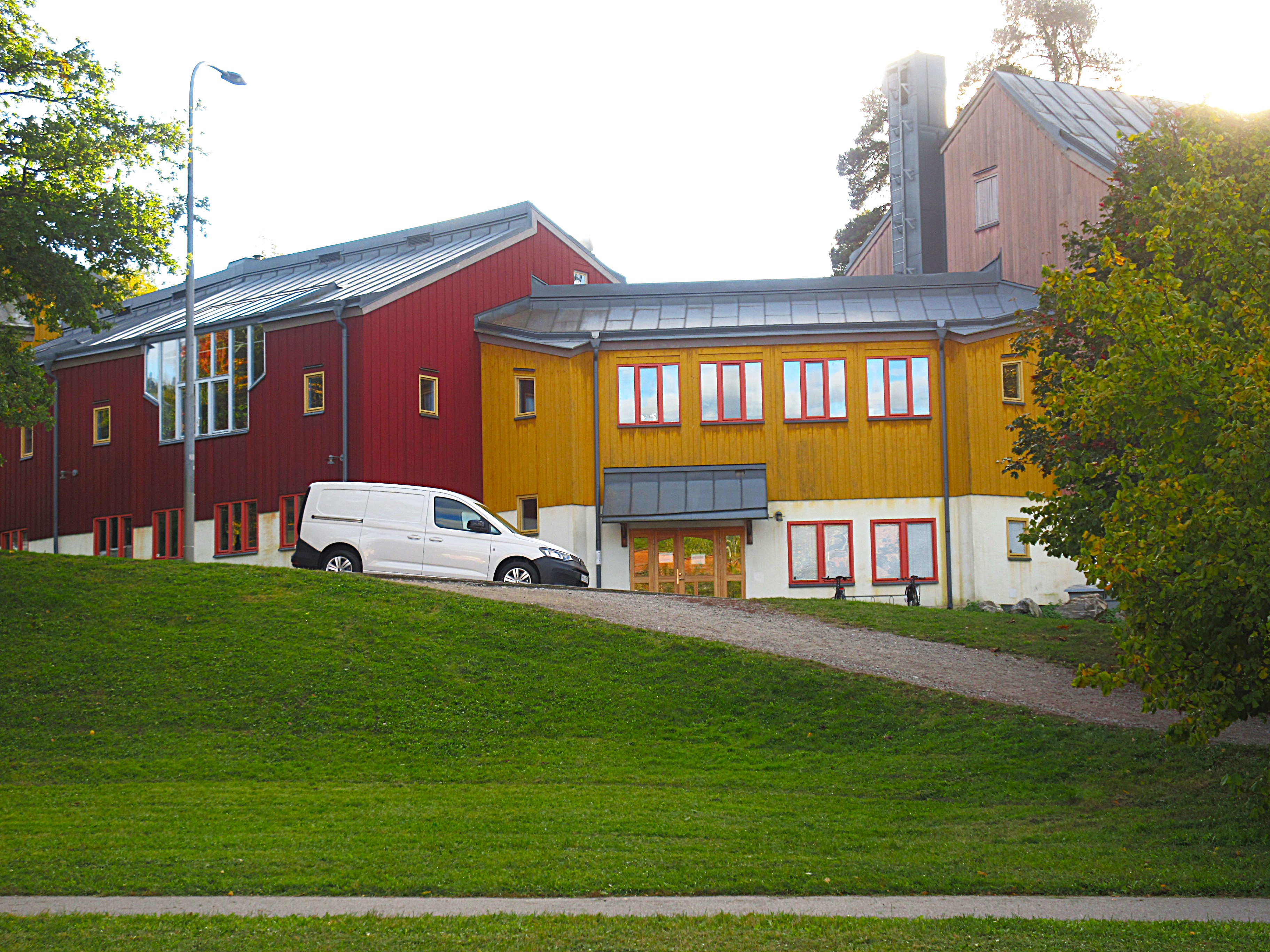
Kristofferskolan i Åkeslund med sina färgstarka byggnader, sedda från Tunnlandsparken. De olika skolbyggnaderna är byggda på blockrik terräng och har sparad naturmark runtomkring.

Skolan är ritad 1966 av Erik Asmussen som även gestaltade flera svenska Waldorfskolor och de antroposofiska anläggningarna i Järna, bland annat Rudolf Steinerseminariet som belönades med 1979 års Kasper Salin-pris. Byggnaden har flera kännetecken som präglar antroposofisk inspirerad arkitektur, både när det gäller formen och färgskalan. Runt skolans gård finns flera mindre paviljonger med klassrum för de lägre klasserna. Kristofferskolan byggdes ut i etapper mellan 1965–2002. Huvudbyggnaden byggdes år 1965, Hantverkshuset år 1985 och Waldorflärarhögskolan år 2002. Arkitekt är Erik Asmussen. Skolan har under årens lopp renoverats samt byggts om och byggts till.
Kristofferskolan ligger på en skogsbeklädd höjd i stadsdelen Åkeslund i Bromma i nordvästra Stockholm. Skolan upplevs som avskild trots närheten till Brommaplans tunnelbanestation och busstation. Tillsammans med säkra gång- och cykelvägar och närheten till kollektivtrafiken är det möjligt för eleverna att ta sig till skolan på egen hand.
Kristofferskolan följer Rudolf Steiners waldorfpedagogik, och finns upptagen på den globala lista över waldorfskolor som den tyska organisationen Bund der Freien Waldorfschulen publicerar. Det finns 39 waldorfskolor i Sverige och Kristofferskolan är Sveriges äldsta och största waldorfskola.

## Historik
- 17 oktober 1949 - Kristofferskolan, då kallad Kristoffergruppen, invigdes. Karin A Larsson var den första lärarinnan för en klass bestående av 14 elever.[4]
- Hösten 1950 - En ny klass började och Kristoffergruppen namnändrades till Kristofferskolan
- Februari 1952 - Skolans tre klasser flyttade in i ett rivningshus på Malmskillnadsgatan 56-58 utan uttryckligt tillstånd, men godkändes efteråt av skoldirektionen. Med föräldrarnas hjälp snyggades rummen upp.
- April 1953 - Stiftelsen Kristofferskolan grundades.
- Vintern 1958/1959 - Föräldern Åke Kumlander framkastade vid en allmän föräldraafton tanken på ett eget skolbygge. En byggnadsfond grundades och arkitekt Eric Asmussen engagerades. Denne tillhörde skolans ursprungliga föräldrakrets.
- 17 oktober 1959 - Under firandet av skolans tioårsjubileum kom meddelandet att Stockholms stad preliminärt reserverat en tomt på Fredrikslundshöjden i Bromma
- 1960 - Efter en fyrpartimotion i riksdagen av Gunnel Olsson (s) beviljas Kristofferskolan ett statsbidrag. Statsbidraget ledde till att staden sköt till medel.

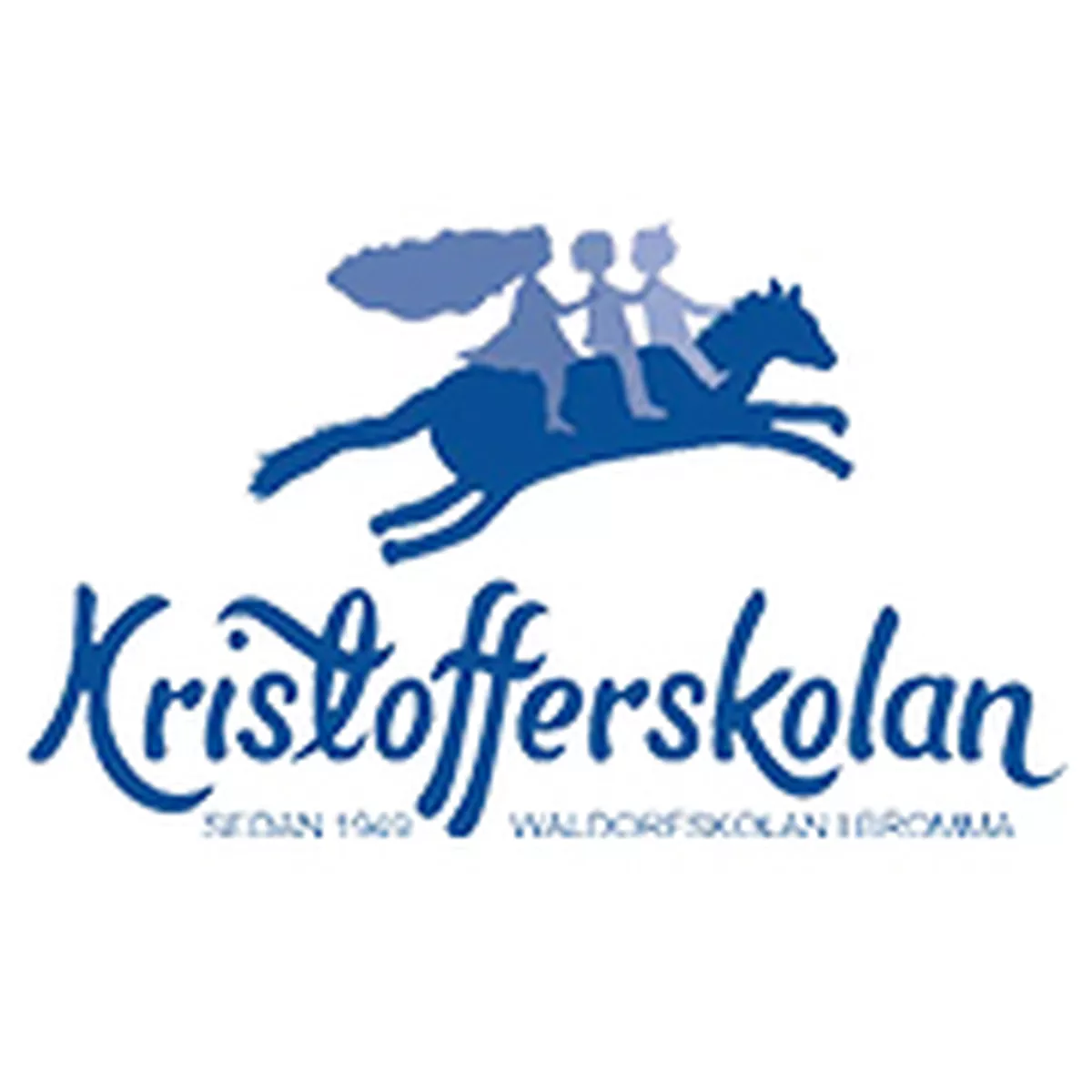
Skolans märke

- September 1961 - Kristofferskolan blev med en tolfte klass en fullt utbyggd waldorfskola.
- 1962 - Kristofferskolan, som då var landets enda friskola, fick kraftigt höjt statsbidrag.
- 17 maj 1965 - Riksdagen bekräftade att Kristofferskolan kunde få statsbidrag till det planerade skolbygget.
- 27–29 oktober 1967 - Kristofferskolans anläggning vid Brommaplan invigdes.
- Februari 1968 - SVT sände filmen En skola av Eric M Nilsson, i vilken Kristofferskolan beskylldes för en samhällsfientlig indoktrinering av eleverna. Filmen gav upphov till en livlig debatt i medierna.
- 1974/75 - Kristofferskolan utvärderades av Stockholms skoldirektion. En enkät, som föräldraföreningen genomförde, visade att skolan ingalunda var en ”rikemansskola”. Efter besök av ämneskonsulenter fick skolan ett gott betyg: undervisningen motsvarade det som fanns skildrat i olika publikationer om skolans verksamhet.
- 1977 - Den växande waldorfrörelsen föranledde regeringen att uppdra åt Skolöverstyrelsen att utvärdera Kristofferskolan, vilket genomfördes av pedagogiska institutionen vid Uppsala universitet. En forskargrupp hade dagligen besökt skolan under tre månader och studerat en rad publikationer. Skolöverstyrelsen godkände skolan, vilket banade väg för statligt stöd åt andra waldorfskolor.
- 1985 - Första spadtaget togs till det som skulle komma att bli hantverkshuset.
- 1990 - Hantverkshuset invigdes.
- 1994 - Skolverket anmodade skolan att ändra sin läroplan, med risk för att annars få sitt tillstånd indraget. I en skrivelse, där begärd justering läggs fram, påpekade skolan att Skolverket hade godkänt Västerås waldorfskola som uppgivit att den följt Kristofferskolans läroplan. I september godkändes skolans invädning.[5]

## Grundskola

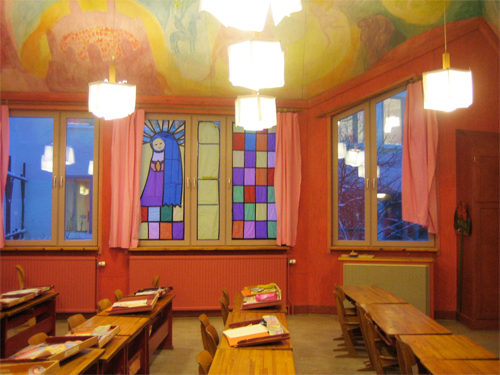
Klassrum på Kristofferskolan - lägre klasserna på grundskolan.

Både metodik och undervisningsinnehåll är avgörande för att eleverna kan tillgodogöra sig kunskapen på bästa sätt. Vid olika skeden i livet lever eleverna med olika existentiella frågor som skolan genom sin genomtänkta pedagogik försöker svara mot. Varje årskurs hålls därför samman på ett ämnesövergripande vis genom årsteman som är specifikt utformade för att passa eleverna i en viss ålder. På så vis vinner kunskaperna genklang hos eleverna och förutsättningar för ett meningsfullt lärande skapas där undervisningens innehåll ger varje elev verktyg för ett livslångt lärande och en mer fördjupad bildning utöver de kunskapskrav som samhället ställer. Följande årsteman ger ramar inom vilken friheten att anpassa undervisningen efter olika situationer och möjligheter är stor. De ska ses som ett försök att finna ämnesinnehåll som svarar mot barnens utveckling, den aktuella levnadsålderns fysiska och själsliga behov, och bygger på den blandning av äldre och modernt erfarenhetsmaterial som finns i svenska waldorfskolor såväl som waldorfskolor utanför vårt eget land.

## Gymnasium

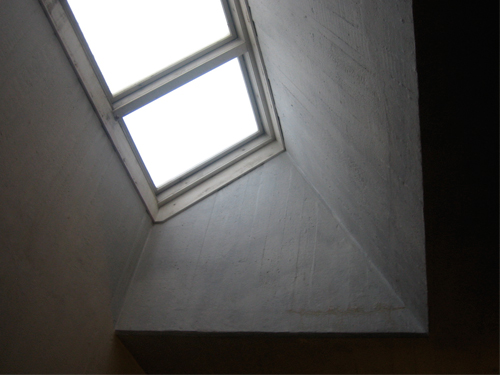
Korridor med ljusinsläpp - gymnasium.

Det går drygt 600 elever på Kristofferskolan, varav 200 på gymnasiet. En av waldorfpedagogikens mest centrala delar är integrationen av vetenskap, konst och kultur. På gymnasiet, erbjuder skolan tre programvarianter som på olika sätt arbetar med detta. För alla tre varianter gäller att man läser många ämnen gemensamt med de som går de andra två programmen. 

### Naturvetenskapsprogrammet, särskild variant Waldorf Natur
Gymnasieprogrammet riktar sig till den som vill ha en naturvetenskaplig behörighet vid examen med en särskild variant av det naturvetenskapliga programmet. Programmet är behörighetsgivande och inkluderar samtidigt ämnen som hantverk, musik, arkitektur, teater och rörelsekonsten eurytmi. 
Idéhistoria är en bärande del i det naturvetenskapliga programmet och ämnena som undervisas. På skolan finns ett modernt teleskop i en kupol på taket där intresserade elever kan använda det på egen tid. I fysikämnet ingår en fördjupning i astronomi.

### Samhällsvetenskapsprogrammet, särskild variant Waldorf Samhälle
Från och med höstterminen 2016 startade Kristofferskolan ytterligare ett program: en särskild variant av det samhällsvetenskapliga programmet. Detta är programmet riktar sig till den som är särskilt intresserad av samhällskunskap, historia och andra samhällsorienterande ämnen, men som även vill utvecklas inom konstnärliga, praktiska och naturvetenskapliga ämnen.
Kristofferskolans samhällsvetenskapliga program strävar efter att erbjuda en av landets bredaste utbildningar. 
En dags studier kan innehålla såväl samhällskunskap och psykologi som språk, naturkunskap, matematik och järnsmide. Sett över ett helt gymnasieår kan veckorna innehålla fördjupningskurser i historia och samhällskunskap, biologiresa, eurytmiföreställning, bokbindning och ett större teaterprojekt.

### Estetiska programmet, särskild variant Waldorf Estet
Kristofferskolans estetiska program är format för den som är intresserad av konstnärliga ämnen och samtidigt vill ha en bred allmänbildning.
Medan alla program på Kristofferskolan har kurser i musik, eurytmi, teater, hantverk och bildkonst, ges inom det estetiska programmet också fördjupande kurser inom bildkonst, formgivning, hantverk och kulturorienterande ämnen. Den sammantagna tanken med de estetiska kurserna är en fördjupad praktisk och teoretisk förståelse för konsten och det samhälle och idéer konsten växer ur.
Unikt för Kristofferskolan är skolans lokaler. Elever har tillgång till konstnärliga ämnen i ateljéer, hantverk i riktiga verkstäder, en stor scen och speciella eurytmisalar. De flesta av lärarna i de konstnärliga ämnena är dessutom själva yrkesverksamma konstnärer/hantverkare.
Det estetiska programmet ger en bred högskolebehörighet som gör att man kan söka vidare till ett stort antal utbildningar.

## Antagningsprov till gymnasiet
För att vara behörig till Kristofferskolan måste man utöver grundläggande behörighet även få minst godkänt på antagningsprovet. 
Kristofferskolan ser antagningsproven som ett utmärkt tillfälle att lära känna våra blivande elever – men också som en chans att presentera skolan och kunskapssynen för de elever som söker sig till skolan.
Proven är utformade just för detta ändamål. De ger eleven möjlighet att visa hur man arbetar, både enskilt och i grupp, och samtidigt pröva på hur arbetsuppgifter kan se ut.

## Kända alumner och lärare (i urval)
- Max Tegmark, fysiker, professor vid MIT
- Daniel Birnbaum, svensk konstkritiker och kurator samt tidigare museichef för Moderna Museet.[10]
- Andreas Carlgren, svensk politiker (Centerpartiet), riksdagsledamot och tidigare miljöminister i Regeringen Reinfeldt.
- Göran Fant, svensk författare, musik- och litteraturvetare.
- Anna-Karin Palm, svensk författare och kulturskribent.[11]